# 쑹핑
쑹핑(중국어: 宋平, 병음: Sòng Píng, 1917년 4월 24일 ~ )은 중화인민공화국의 정치인이다. 본명은 쑹옌핑(宋延平)이다.

## 생애
산둥성 쥐현에서 태어나 1934년, 국립 베이핑 대학(國立北平大學) 농학원에 입학한 뒤, 이듬 해 국립 칭화 대학 이학원 화학과에 들어갔으며, 허베이성의 일제 강점기인 1936년, 학생 항일 운동에 참가한 뒤에, 1937년 12월 중국 공산당에 입당하였다.
중일 전쟁 기간에 1938년 옌안에 가서 중국 공산당의 단기 간부 교육을 받았고, 이후 1947년까지 중공 남방국 정치 비서로 시작해, 충칭 '신화일보(新華日報)', 충칭, 난징의 '신화사(新華社)' 비서실, 편집부 등에서 근무했으며, 1947년~1952년 중공 하얼빈 구샹툰구 부서기, 중공 하얼빈 총공회 기업 담당부장, 동북 지구 총공회 비서장 등직에 있었다.
1952년, 정무원 국가계획위원회 위원, 1957년 정무원 국가계획위원회 부주임. 1962년 이후, 시베이 지역(닝샤와 간쑤)에서 활동하고, 중국 공산당 중앙 서북국 위원과 서북국 계획위 위원, 주임 등을 맡았다.
1972년, 간쑤성 당 위원회 서기 겸 혁명위 부주임(부성장)이었고, 1977년 6월에 간쑤성의 당 위원회 제1서기 겸 혁명위 주임(성장). 제1서기 시절(1977년 6월 ~ 1981년 1월)에 후진타오, 원자바오 등 30대 청년을 청장급으로 발탁함으로써, 후진타오가 중국 공산주의 청년단에서 간부 육성 프로그램에 참가할 수 있도록 추천하였고, 원자바오는 나중에 중앙에 들어갔다.
1981년에 국무원 국가계획위원회로 옮겨, 제1부주임(차관급)이 되었다. 1982년 9월의 제12차 당대회에서 중앙위원에 당선되었다. 1983년 6월, 국무원 국가계획위원회 주임(장관급)으로 승진하였고, 국무위원(부총리급)을 겸임했다. 1987년 5월, 당 중앙조직부장에 올랐다. 같은 해 11월의 제13기 1중전회에서 당 중앙정치국 위원으로 선출되었다. 1989년 6월, 톈안먼 사건 이후 개최된 제13기 4중전회에서 중앙정치국 상무위원으로 승진했다.
1992년, 제14차 당대회에서 공식 은퇴하였고, 후진타오를 장쩌민의 후계자로 추천했다. 덩샤오핑도 동의하여, 후진타오는 49세의 나이로 정치국 상무위원이 되었다. 또한 나중에는 시진핑의 총서기 옹립을 지지했다.

## 저서
- 《공화국 일기》= 2013년 당에서 출판.